# Grant Major
Pour les articles homonymes, voir Major (homonymie).
Grant Major, né en 1955 à Palmerston North, est un chef décorateur néo-zélandais. 

## Biographie
Il a commencé sa carrière à la télévision néo-zélandaise avant de se tourner vers le cinéma. Il a remporté plusieurs récompenses pour son travail, et notamment l'Oscar des meilleurs décors en 2004 pour Le Seigneur des anneaux : Le Retour du roi.
Il a également réalisé les décors pour la cérémonie d'ouverture des Jeux du Commonwealth de 1990 et pour le pavillon néo-zélandais à l'occasion de l'exposition internationale de Brisbane et de l'exposition universelle de 1992.  

## Filmographie
- 1990 : Un ange à ma table de Jane Campion
- 1994 : Créatures célestes de Peter Jackson
- 1996 : Fantômes contre fantômes de Peter Jackson
- 1997 : The Ugly de Scott Reynolds
- 1997 : Aberration de Tim Boxell
- 2001 : Le Seigneur des anneaux : La Communauté de l'anneau de Peter Jackson
- 2002 : Paï de Niki Caro
- 2002 : Le Seigneur des anneaux : Les Deux Tours de Peter Jackson
- 2003 : Le Seigneur des anneaux : Le Retour du roi de Peter Jackson
- 2005 : King Kong de Peter Jackson
- 2008 : Les Ruines de Carter Smith
- 2009 : The Vintner's Luck de Niki Caro
- 2011 : Green Lantern de Martin Campbell
- 2012 : Crimes de guerre de Peter Webber
- 2016 : Tigre et Dragon 2 de Yuen Woo-ping
- 2016 : X-Men: Apocalypse de Bryan Singer
- 2018 : En eaux troubles (The Meg) de Jon Turteltaub
- 2020 : Mulan de Niki Caro
- 2025 : Minecraft de Jared Hess